# Giuseppe Favalli
Giuseppe Favalli, född 8 januari 1972 i Orzinuova i Italien, är en italiensk före detta fotbollsspelare som under sin karriär spelade för bland annat Lazio, Inter och Milan.
Favalli påbörjade sin karriär i Cremoneses ungdomslag 1987 där han spelade ett år innan han fick komma med i seniorlaget. Han var med i truppen då laget gick upp i Serie A 1989, tillbaka ner i Serie B 1990 och sedan upp till högsta serien igen 1991. Sommaren 1992 skrev han på för Lazio där han tillbringade 12 år av sin karriär och blev både lagkapten och en stor favorit hos fansen. 2004 flyttade han dock till Internazionale och sedan vidare till Inters ärkerivaler, AC Milan, i en gratis övergång, 2006.
Han spelade i sina unga är i både Italiens U18- och U21-lag och spelade totalt 8 matcher mellan 1994 och 2004 i det italienska seniorlandslaget.

## Meriter
- Uppflyttning till Serie A: 1989, 1991
- Italienska cupen: 1998, 2005, 2006
- Serie A: 2000
- Cupvinnarcupen: 1999
- UEFA Super Cup: 1999
- Italienska supercupen: 1999, 2000, 2005
- Champions League: 2007